# 内山正太郎
内山 正太郎（うちやま しょうたろう、1915年11月16日 - 2003年7月23日）は、日本の経営者。フジテックの創業者。大阪府出身。

## 経歴
1935年に関西大学専門部商科を卒業し、1949年2月に富士輸送機工業(のちのフジテック)を設立し、社長に就任。1992年6月に会長も兼任し、1998年4月には社長の座を大谷謙治に譲り、会長に専任。
2003年7月23日肝不全のために死去。87歳没。